# 渣和无用改革
《小泉麻將傳說》（日語：ムダヅモ無き改革，即小泉傳奇），是日本漫畫家大和田秀樹的麻將漫畫，從2006年起不定期連載於竹書房《近代麻雀original》上，在2009年4月起改至《近代麻雀》上連載。

## 故事簡介
故事講述的是日本、美國等國的首腦透過「麻將外交」來和對方賭上F-15鷹式戰鬥機等物的故事。漫畫的登場人物是以現實世界存在的人物為基礎所設計的。值得注意的是，在日本原版漫畫中人物姓氏是漢字、而名字則是片假名。大和田秀樹也刻意標明此作品是虛構的，與現實人物「真的」沒有關係。
本作於2010年2月以OVA形式動畫化。

## 章節(漫畫)
「南海的激戰」（2006年3月号）

「德州閃電戰」（2006年6月号）

「迴盪在大海的勝利凱歌」（2007年9・10月号）

「波羅的海艦隊來襲!!!」（2008年3・4・5月号）

「迫近的威脅」（2008年10月号 - 2009年1月号）

「勃發!諸神的黃昏大戰」（2009年4月号・近代麻雀2009年5月 －2011年2月号）

「獅子的血族」（2011年8月1日号 - ）

「血戰!!釣魚台列嶼驚濤駭浪!!」(2012年12月1日号 - )

## 章節(OVA)

### 工作人員
- 導演・分鏡・演出 - 水島努
- 編劇：大和田秀樹、水島努
- 人物設計：谷口淳一郎
- 作畫監督：橋本和紀
- 色彩設計：坂本いづみ
- 美術監督：森元茂
- 攝影監督：松崎信也
- 編集：後藤正浩
- 音響監督：岩浪美和
- 音樂：高木隆次
- 企劃：川村明廣、小野光枝
- 製作：川瀨浩平
- 製片：武智恒雄、納谷僚介、皆川護
- 動畫制作：TYO Animation
- 製作：「渣和無用改革」製作委員会（日本Geneon环球娱乐、KlockWorx、STUDIO MAUSU）
- 發行：日本Geneon环球娱乐

### 主題曲

作詞：大和田秀樹 / 作曲、編曲：高木隆次 / 主唱：小泉純一郎（森川智之）

### 各話標題
第一話：「北」之卷（VS金將軍）

第二話：「中」之卷 ~前篇~（VS胡主席、溫首相）

第三話：「中」之卷 ~後篇~（VS毛主席）

## 登場人物

### 日本
小泉純一郎
配音：森川智之
本作主角，第89任日本内阁总理大臣。擁有世界級的麻將強運及技巧。
招式：国士無双十三面（Rising Sun）、天地創世（Beginning of the Cosmos），其他還有轟盲牌等超人般的作弊技巧。
杉村太藏
配音：福山潤
小泉純一郎的跟班，另一個主角。是個年輕的眾議院議員，一開始個性軟弱無能，在小泉幫助下逐漸成長。
招式：裸単騎大四喜（Thousand Wind）
佐藤尤佳里
配音：伊藤靜
本作非常稀有的一般常識人，在麻將對局中擔任解說員的角色。
麻生太郎
配音：有本欽隆
日本外務大臣，純一郎的盟友，與其並肩對付金將軍，曾狙殺了企圖狙擊純一郎的北韓士兵。
招式：绿一色（Emerald Green）
菅直人
在野黨代表人物，會對尤佳里性騷擾的男人。
安倍晉三
第90任、第96至98任日本内阁总理大臣，在日俄首腦會談中因承擔孝太郎變裝為其父純一郎之責而切腹自殺，目前送醫保住一命。
小泉又次郎
小泉純一郎的祖父。全身刺青，有「刺青大臣」的綽號，教會純一郎麻將和真正的勝利之道。
小泉孝太郎
小泉純一郎的長子，日俄首腦會談中變裝成純一郎，但不敵普京的敏銳觀察力而被識破。
小澤一郎
在野黨幹事長。僅在「マンガで斬る麻生劇場」中出現。
鳩山由紀夫
配音：藤原啓治
在野黨代表人物之一，漫畫版中僅在「マンガで斬る麻生劇場」中出現。在OVA版中為日本首相，且與小泉搭檔出戰中國胡主席與溫总理，但卻不停放砲扯小泉後腿。後遭金將軍狙擊，而令大家得知真相。
鳩山幸
配音：生天目仁美
鳩山首相之妻。於OVA二話中登場。其身上有個天大的秘密……
渡邊喜美
大家的黨代表。於OVA二話中旁觀小泉與胡溫鬥牌。
蒼井兔
在與#新中華蘇維埃共和國一戰中擔任中堅。
為昭和時期的國民偶像，在紅衛兵之間也很有人氣。
但最近因為藥物事件而被拘留。
人物原型是酒井法子，蒼井兔這名子源自於其單曲－－藍色的玉兔。
招示：嶺上開花（Cutie Blossom），嶺上開花是麻將役中，唯一貫有「花」之名的，是只有偶像才被允許的胡牌法。

#### 第13獨立麻將部隊（MJ-13）
杉村太藏
MJ-13的教官，詳情請參考上方的介紹。
真田又次郎
獅子的血族篇及後來篇章的主角。暱稱為「獅子的血族」。日本高雄艦副艦長，階級為二佐。在政治處分的過程中得知自己的父親是小泉純一郎。戰鬥風格膽大包天甚至令人覺得無謀，牌技可說是如假包換的小泉流真傳。
招式：国士無双十三面（Rising Sun）、國士無雙（Eclipse）、Fire立直……等
奧村
立屬於第一空軍的自衛隊隊員。在力量上有著G8等級。
乾怜視
立屬於防衛省技術研究本部的科學家。暱稱為「麻雀分析官」。性格上有些花花公子。

### 美國
喬治·沃克·布什
配音：飛田展男
第43任美國總統，也有被稱作「人猿總統」。起初假裝麻將新手並抓走太藏，引出純一郎與之對決，後來被擊敗。現實中的小泉和小布什關係良好，而在本作中有點互相厭惡。
招式：愛國者飛彈、立直（先制攻擊）、立直（無條件投降）
喬治·H·W·布什
配音：玄田哲章
第41任美國總統，通稱「德州的荒鷲」、「爸爸布什」。不同於兒子，作風非常光明磊落，表面不說，其實內心愛子。擁有能將桌子整個打飛和用肌肉把西裝撐破的怪力。受到第四帝國斯科爾茲內和魯德爾的聯合攻擊，為護子而死。
招式：現代啟示錄
唐納德·拉姆斯菲尔德
美國國防部長，鷹派代表，小布希的副手。
康多莉扎·赖斯
美国国务卿，鷹派代表，小布希的副手。
科林·鮑威爾
前美國國務卿，曾企圖逮住純一郎作弊，但未成功。
傑布·布什
小布什的弟弟，曾在小布希回憶中出現。
羅賓·布什
小布什的妹妹，早年夭折，曾在小布希回憶中出現。
富蘭克林·羅斯福
美國第32任總統，稱小泉純一郎為「小日本」，後來由於被純一郎用神盲牌打到，所以非常不爽他。

### 北韓
金正日
配音：大鳥三杉
個性卑鄙的肥胖人物，曾二度暗算純一郎。在南海的激戰一篇中，被純一郎所駕的F-15(OVA為F/A-18)吹下海而遭到鯊魚攻擊，之後成為改造人復活向純一郎復仇，但又因腦部迴路短路而退出。OVA版第二話中企圖以SVD狙擊槍暗殺正與胡溫鬥牌的小泉，卻誤射鳩山，反幫了中國倒忙。
招式：立直（人民民主主義）、轟盲牌(成為改造人後能以機械義手使出，但因皮耶特羅將所有白板都換成刻有「白」字的牌而被封住)
正男
配音：高木涉
金將軍的長子。頭上戴頂米老鼠帽子。僅在OVA版第一話登場。

### 俄羅斯
弗拉基米爾·普京
配音：中田讓治
俄羅斯總統，前KGB長官兼俄羅斯總理，精通所有運動，特別是桑博和柔道。眼光銳利，個性冷靜，與爸爸布希是死對頭，曾一度將日本的經濟逼上絕境。
招式：聽牌（農業集體化）、波羅的海艦隊、九莲宝灯（西伯利亞鐵路）
德米特里·梅德韋杰夫
前俄羅斯總統及總理，自命為普京的傀儡，對自己能替主子付出感到驕傲，為掩護普京而受到瓦格纳的攻擊致死，屍體運回祖國下葬。
拉麗莎
俄羅斯的療養人員，年輕女性。將純一郎從海邊拉上岸並取身保暖救他，對純一郎恢復記憶離去而難過。

### 英國
玛格丽特·撒切尔
前英國首相，是英國最強的麻將士，轟盲牌的威力更勝小泉，擁有將2顆胡桃殼握捏碎的握力。因為身體不適而沒有參與地球聯合軍。

### 梵蒂岡
本篤十六世
梵蒂岡的教宗，外表兇惡但對嬰兒來說是很治癒的人。擁有地球聯軍中最強的牌技，與希特勒有些過節。
招式：大三元（Sainte-Trinitas，三位一體）、字一色（Logos）
皮耶特羅
梵蒂岡的侍衛，曾幫助純一郎打敗金將軍。

### 烏克蘭
尤莉婭·季莫申科
配音：佐藤利奈
烏克蘭總理，外號「天然氣的魔女」。氣魄和膽識驚人，和普京有些交情（對其以愛稱稱呼），和門格勒一戰中曾遭到毒器暗算，以手術刀放出自己的毒血。個性反覆無常且兇惡。
招式：天和/核分裂
愛利諾拉·帕夫利琴科
尤莉婭的副手，愛慕尤莉婭。

### G7各國
尼古拉·薩科齊
法國總統，因為不正經的個性而被爸爸布希教訓過。
安格拉·默克爾
德國總理。
西爾維奧·貝盧斯科尼
義大利總理。
斯蒂芬·哈珀
加拿大總理。

### 哈薩克
努爾蘇丹·納扎爾巴耶夫
季莫申科的手下敗將，因為不想交出賭輸的天然氣，被季莫申科狠狠修理一頓。

### 納粹第四帝國
阿道夫·希特勒
第三及第四帝國元首，別名「20世紀最大的魔人(獨裁者)」。在副將戰時認為戈林與赫斯打不過教宗而親自出馬。其眼神能蠱惑人心，牌技以速度取勝。最後被小泉純一郎用『最終究極國士無雙十三面』擊敗。
招式：斷么九（Reich Blitzkrieg：帝國閃擊戰）、海森堡衝擊（Heisenberg Strike）
奧托·斯科爾茲內
納粹帝國特種部隊上校，別名「歐洲最危險的男人」。代表第四帝國向地球各國首腦宣戰（麻將賽），牌技大膽而細心，與魯德爾聯手以「鐵十字砲火」擊敗爸爸布希。
招式：混老頭（Operation Grief：獅鷲行動）、三色同刻（Operation panzerfaust：鐵拳行動）、與鲁德尔的合體技：橡樹行動/鐵十字砲火（balken kreuz）
理查德·瓦格纳
第四帝國先鋒，19世紀的音樂家，號稱「歌劇王」，200歲以上的魔人。和納粹有相同的「日耳曼至上、反猶」理念，被普京擊敗後一度變成殭屍狀態，後被門格勒回收屍身。
招式：四槓子（尼伯龙根的指环）、清一色（羅安格林）
萊茵哈德·海德里希
納粹帝國黨衛隊上將，瓦格纳的副手。
約瑟夫·門格勒
第四帝國次峰，納粹帝國醫生，外號「死亡天使」，與史實相同，對雙胞胎非常執著（對子）。打牌手段卑鄙陰險（也具備轟盲牌的技巧，但並非如小泉用握力磨掉花色而是利用手術刀切除之。）。被季莫申科的核分裂攻擊打到瀕死狀態時曾以「不老秘密」作為代價協商，卻在她收下後立刻反悔被殺。
招式：七对子（雙胞胎在哪裡）、清一色七对子（Designer children）
瑪莉愛露
門格勒複製人，同時也是其護士副手及改造人，一個無口屬性的女孩子。
能探測他人的麻將力。
漢斯-烏爾里希·魯德爾
納粹帝國的斯圖卡飛行員，是二戰的坦克擊破王。能在3分鐘裡消滅12輛T-34，擁有敏銳的感知能力，能輕易的從一萬摸到九萬。與斯科爾茲內聯手以「鐵十字砲火」擊敗爸爸布希。
招式：一气通贯（Nose dive bomber：俯衝式轟炸）、與斯科爾茲內的合體技：橡樹行動/鐵十字砲火（balken kreuz）
恩斯特·加德曼
鲁德尔座機的後作機槍手，負責講解。
赫爾曼·戈林
帝國國家元帥。原本預定與赫斯搭檔出戰教宗，但剛出場便遭希特勒雷擊轟退。
魯道夫·赫斯
帝國副元首。原本預定與戈林搭檔出戰教宗，但剛出場便遭希特勒雷擊轟退。
崔斯坦&伊索德·戈培爾
納粹宣傳部長約瑟夫·戈培爾之孫。於月球出生的雙胞胎兄妹。與希特勒一同出場。
崔斯坦打得麻將偏向理論派，不過因為阿西墨的關係，認知道自己的極限，自插雙眼讓自身覺醒為超級雅利安人。
對教宗的副將戰、以及對小泉的決戰，均由崔斯坦擔任副手；伊索德則擔任解說。
在對抗隆美爾時，則是由伊索德擔任副手。
埃爾溫·隆美爾
帝國陸軍元帥。在副將戰結束時於月球發動叛變。但由於希特勒在與本篤十六世鬥牌後麻將力大增所以很快就被幹掉了。

### 中國
胡主席（コ主席）
配音：銀河萬丈
僅在OVA版中出現的角色之一。中國國家主席。在電視上看見金將軍輸給小泉後相當惱火，決定與溫首相在三峽大壩上和小泉鬥牌。非常自豪於中國五千年歷史。原型是中华人民共和国前主席胡锦涛
招式：小三元、役牌中、混一色、寶牌3
温首相（オン首相）
配音：納谷六朗
僅在OVA版中出現的角色之一。中國政府首相。與胡主席搭檔出戰小泉。會以電腦計算小泉「國士無雙十三面」的出現機率。原型是中华人民共和国前总理温家宝
招式：門清、斷么九、平和、兩盃口、三暗刻、對對和、寶牌2
毛主席（マオ主席）
配音：內海賢二
已故的中國共產黨前中央委員會主席，被胡溫稱為「中國國父」。
在OVA版中原本長眠於天安門廣場地下，因胡溫輸牌後聚集一群武僧企圖圍毆小泉一行人，看不下去而甦醒過來。其身高超過三公尺，散發出的「鬥牌氣」相當有壓迫感，令太藏在鬥牌過程中數度尿失禁。
招式：绿一色（與麻生的同名招式不同；此招挾其「將中國全土變為農田」之怨念，會使四周環境長滿雜草）
王瑩
中國女性偶像，是讓江青放棄偶像界的人物。
1936年舞台劇《賽金花》的選拔會上，決定讓兩人均飾演同一角色輪流演出，換句話說，就是兩人的正面對決。
王瑩的場次場場爆滿；但江青比不過實力派的王瑩，給人留下演技拙劣的印象，最終在上海失去居所，而只能悄悄離開。
最後在文化大革命中被江青親手殺害。

#### 神7（Seven）
習近平（習キンペイ）
「神7」（中共中央政治局常委）頭目，擔任中國共產黨中央委員會總書記。「神7」唯一一名意識到毛澤東的復活對國家、對黨造成的破壞性影響之深的人。

### 新中華蘇維埃共和國
毛澤東（毛沢東）
在漫畫中於篇中登場。復活後和日本的第13獨立麻雀部隊以尖閣諸島（釣魚臺列嶼）為赌注進行對役。
極度好色，諸如「與毛主席交往過的女性比黃河的鯽魚還要多」之類的傳聞多如牛毛，甚至在內閣內有著「好色共產男」的暱稱。
認為「宗教就是毒藥」。
必殺技是「大躍進（Great Process）」
阿維馬埃爾·古斯曼
光明之路的創始者。毛主義的狂熱信奉者。
因為阿爾韋托·藤森的關係，憎惡日本人。
打牌風格宛如狂犬，會專胡小牌，遇到危險時就死抱著危險牌不出。但這只是假象，實際上一切的出牌都是經過其計算的。

在OVA版中作为毛澤東的副手，未被详细描写。
紅色高棉的主要領導人。被稱為亞細亞最狂的暴君。
追求原始時代，曾摧毀柬埔寨的一切文明，包含學校、醫院、貨幣……等。
打算勝利後，在尖閣諸島建立新的「S-21集中營」給日本人用。
會利用白柄菌（粘菌的一種）來進行麻將牌的迷彩。
梅魯
波布的副手。是個小女孩。
是個受紅色高棉教育很深的人。
仙谷由人（センゴク）
新中華蘇維埃共和國一员，作为斗牌解说员。
江青
新中華蘇維埃共和國的中堅。毛澤東的第四任妻子。
招式：
- 嶺上開花（Cutie Blossom），和蒼井兔一樣，都曾作過偶像，所以才能使用相同的招式。
- 紅中嶺上開花（Revolutionary Blossom），Cutie Blossom的強化版。江青稱其為只有委身於革命烈焰中的薔薇才能使用的胡牌招示。

周恩來
毛澤東的副手。
表面上是服從毛的指示，但是卻在對局中背叛毛澤東。原因是其愛女孫維世及弟弟周恩壽都是因毛澤東而死。
成功讓毛澤東下地獄後，自身也滿足而亡。
列寧喵
曾創造了共產主義聯邦的人。其路線也被史達林、毛澤東……等領導人複製。
擔任新中華蘇維埃共和國的大將。
由於是比毛澤東更久遠以前的遺體，可能復活時混入其愛貓瑪莉亞的一部分，導致臉部像貓、說話多了「喵」的口頭禪。

## 特殊用語與牌術

### 麻將招式
- 轟盲牌

- 小泉版

藉由手指握力將麻將牌上的圖案磨掉。使之變為白板的技巧。
- 金將軍版

金將軍被改造後，由於手變為機械義肢，亦可像小泉一樣用「手」將麻將牌上的圖案磨掉。
- 約瑟夫·門格勒版

利用手術刀將自己的麻將牌圖案切掉。使之成為白板。
- 天地創世（Beginning of the Cosmos）

轟盲牌的延伸技巧。
僅登場於第七回中，小泉與普京一戰。
將自己手牌全藉由「轟盲牌」磨成白板。
由於使用是青天井規則，其結果如下：
- 手牌：

    
- 牌型：字一色・三暗刻・四槓子・役牌4・嶺上開花・寶牌72
- 得點：90,865,195,024,359,483,499,283,685,761,351,700（908溝6519穰5024秭3594垓8349京9283兆6857億6135萬1700，約為9×1034）點；
- 合計140符105飜。

當然，正常麻將是不可能存在的。
- 神盲牌

小泉與希特勒一戰中使用的招式，同樣也是轟盲牌的延伸技巧。
當時小泉的牌如下：

而後，將二索的索削出來並黏到七索上，再用自己的血染紅七索，使其變為白板和九索。
整副牌就變為國士無雙十三面：

- 諸神的麻將

在本篤十六世與希特勒一戰中，兩人所進入的領域。
兩人互相以自己的精神來戰鬥。
一局在能在配牌決定前就決定好勝負。
- 海森堡衝擊（Heisenberg Strike）

利用量子力學中疊加，來同時胡許多副牌。
是能夠操縱時空的超級雅利安人才能用的技巧。
- 火焰立直（Fire 立直）

真田獨創的轟盲牌延伸技巧。
首先將自摸牌磨成「白板」，然後將自摸牌和牌山隔壁的牌互換。
通常自摸要花費0.13秒；轟盲牌要用到0.24秒；換牌至少要0.05秒，也就是說至少要用到0.16秒才能完成，但是真田可以以他人3倍的速度進行轟盲牌，高速下和空氣摩擦，故會產生火焰。
- 大躍進（Great Process）

表面上是讓手牌充滿綠色牌（索子、發），實際上是讓牌「增殖」的技能。
正常情況下，每種牌只會有四張，但是「大躍進」可以讓牌的張數增多。
而且「大躍進」使用的技巧並非轟盲牌，所以無法被探測器偵測。
由於牌增殖，所以如下的牌型都能胡出：（雙發＋混一色）

### 其他
- 劣化鈾牌（DU牌）

如字面上的意思，就是以劣化鈾做的麻將牌。
重量約一個150克，一副完整的麻將牌可以重達20公斤，若是要靠人工洗牌是不可能的事，只能使用特製的自動麻將桌來洗牌。
受到牌的重量影響（光是一疊牌山就有5公斤），較無法使出「すり替え（將單一或複數的手牌與牌山互換）」或是「燕返し（將整副牌與牌山互換）」等作弊技巧。
若經過激烈摩擦會會因氧化作用產生火花甚至燃燒，因此無法使出轟盲牌。
最開始是喬治·赫伯特·沃克·布希用來對付玛格丽特·撒切尔製作的。
在普京與小泉一戰和尤莉婭與門格勒一戰亦有用到。
- 鈽牌

上下兩面由紅水銀，中間由鈽所做的麻將牌。
在尤莉婭與門格勒一戰中，尤莉婭在DU牌中混了13張。
- 月之子

第四帝國在二戰失敗後，全數移到月球去。
此後，在月球誕生的通稱為月之子。
- 超級雅利安人

雅利安人覺醒後的姿態。
覺醒後力量增強，也能夠使用海森堡衝擊
共有三種階段。無論哪種階段，頭髮都會變為金色。
- 第一階段

頭髮向上豎起，呈栗子狀。
能到此階段的有希特勒和特里斯坦。
- 第二階段

頭髮呈V字形狀。
希特勒在特里斯坦自我犧牲後，接收其精神而升級至此階段。
能夠察知中微子，藉此來觀測時空。
此階段強大的麻將力，到了常人即死的程度。
- 最終階段

頭髮呈「卍」字狀。
此階段的鬥牌氣強到能刮起風來。
- 神7（Seven）

中國共產黨最高意思決定機關－－中國共產黨中央政治局常務委員會，由七名常務委員構成。「神7」即這七人。
- 新中華蘇維埃共和國

毛澤東與紅衛兵一行人於庫茲涅佐夫號航空母艦中宣布建立的國家。

## 外部連結
- Official introduction page （日語）
- Official tankōbon overview （日語）
- http://www.mudazumo.jp/ （页面存档备份，存于） （日語）